# Signal Hill (Antigua)
Signal Hill ist ein vulkanischer Hügel in den Shekerley Mountains im karibischen Inselstaat Antigua und Barbuda.

## Geographie
Der Hügel liegt im Süden der Insel Antigua in der Kette der Shekerley Mountains, nördlich der Rendezvous Bay. Er erreicht eine Höhe von 365 m. Im Osten schließt sich Sugarloaf Hill an.